# Wz. 1996鈹式突擊步槍

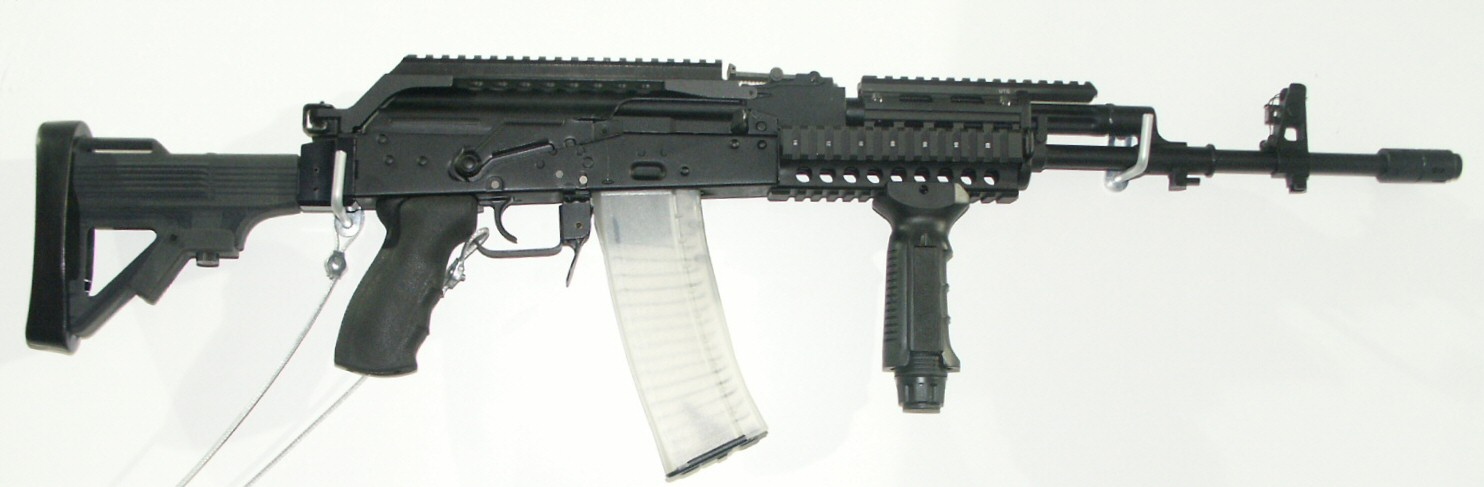
Wz. 2004「鈹」式步槍，裝有導軌化前護木、垂直前握把、機匣蓋頂部MIL-STD-1913戰術導軌以及新型手槍握把與槍托（Wz. 96「鈹」步槍的改裝型）

Kbs wz. 1996 Beryl（波蘭語：Beryl，意為：铍，又稱：綠寶石）是一款由波兰位於拉多姆的槍械製造商阿切爾武器工廠（現稱：Fabryka Broni Łucznik）所設計和生產的突击步枪，發射5.56×45毫米北約口徑步枪子弹。
該步槍是用以取代波蘭武裝部隊所使用的7.62×39毫米苏联口徑AKM和5.45×39毫米蘇聯口徑Kbk wz. 1988「鉭」式兩款步槍。

## 研發歷史
1995年，阿切爾武器工廠已經開始其適於使用5.56×45毫米北約口徑步枪子弹的新型制式步槍的研發工作（包括標準型和卡賓槍衍生型）；但事實上自1991年以來，阿切爾武器工廠已經在生產一款能夠正常操作的5.56毫米步槍和卡賓槍衍生型，並且命名為Wz. 1991（一款更改口徑的Kbk wz. 1988「鉭」式步槍）。1995年2月，新型武器的規格獲得批准；以後的同年12月，生產了原型生產批次共11枝「鈹」式步槍。1997年，武器已經通過了評估並且投入服役，命名為5,56 mm karabinek szturmowy wz. 1996（意為：1996年型號5.56毫米突擊卡賓槍）。
「鈹」式步槍後來成為波蘭制式步槍。2011年，在清單中有超過45,000枝，約佔波蘭軍隊的突擊步槍數量的一半。
除了波蘭，80枝Wz. 1996A「鈹」式步槍和10枝Wz. 1996A迷你「鈹」式卡賓槍被立陶宛所使用（2000年5月由波蘭所捐贈，其中包括10枝裝上Wz. 1974「鈀」式附加型榴彈發射器的步槍和10枝內建激光測距儀的CWL-1瞄準鏡的步槍）。直到2002年、2003年他們是一支特種大隊SOJ Aitvaras在阿富汗活動的裝備。

## 設計細節

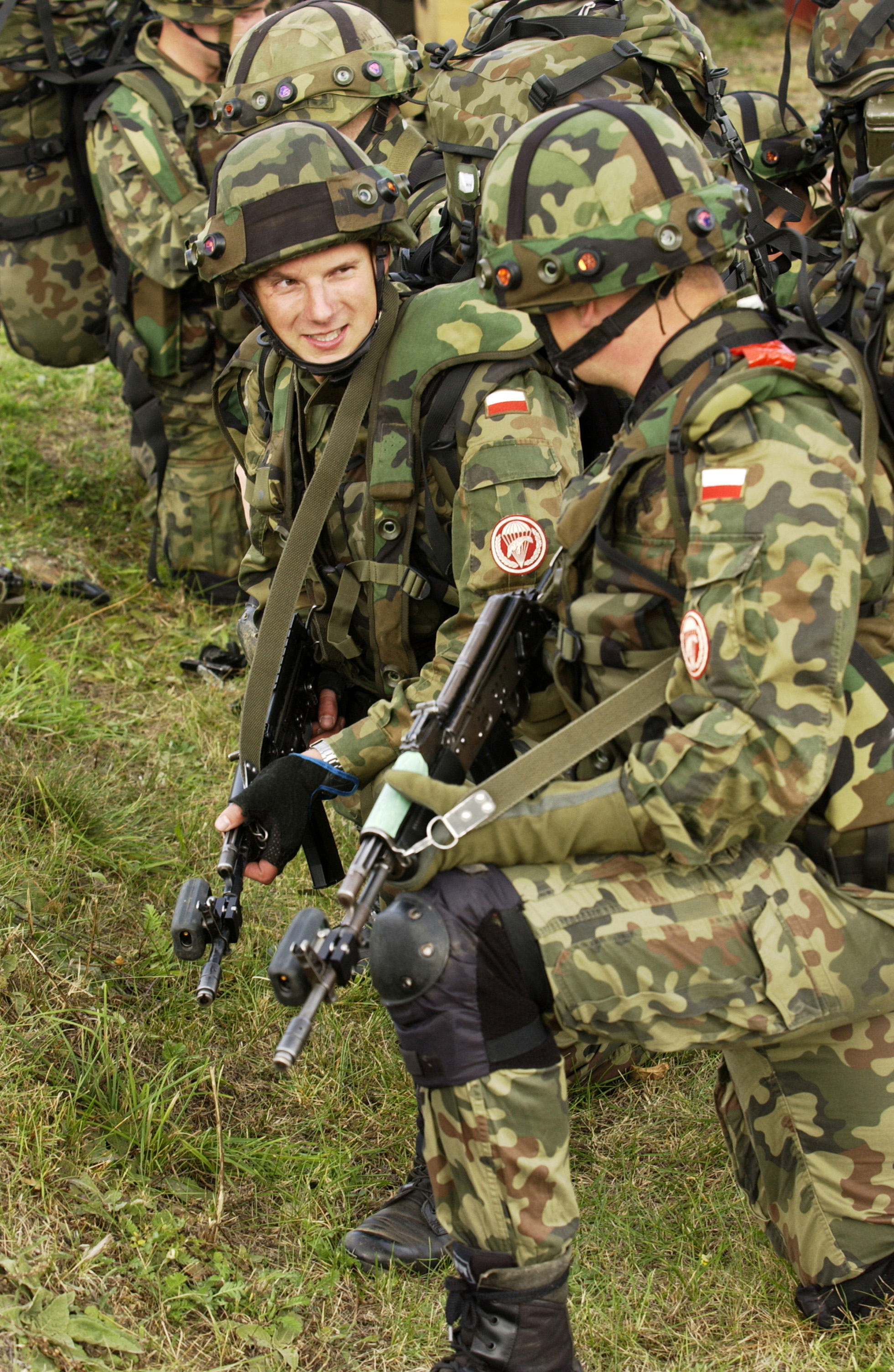
波蘭傘兵攜帶的「鈹」式步槍。

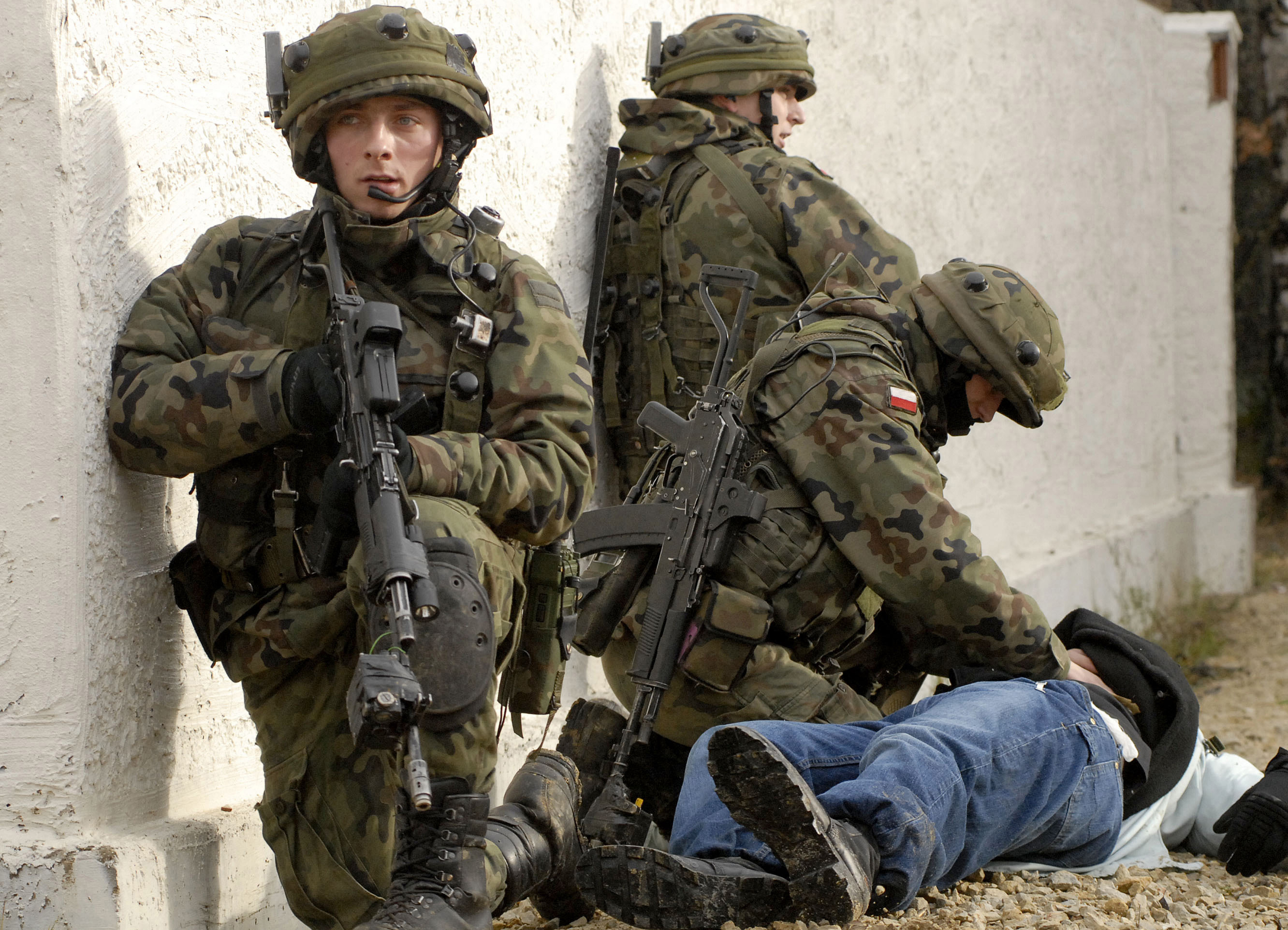
2006年12月14日，第18別爾斯克空降突擊營的波蘭軍隊士兵在德國聯合多國戰備中心訓練演習之中治療模擬受傷的平民。他們的「鈹」式步槍配備了EOTECH全息瞄準鏡。

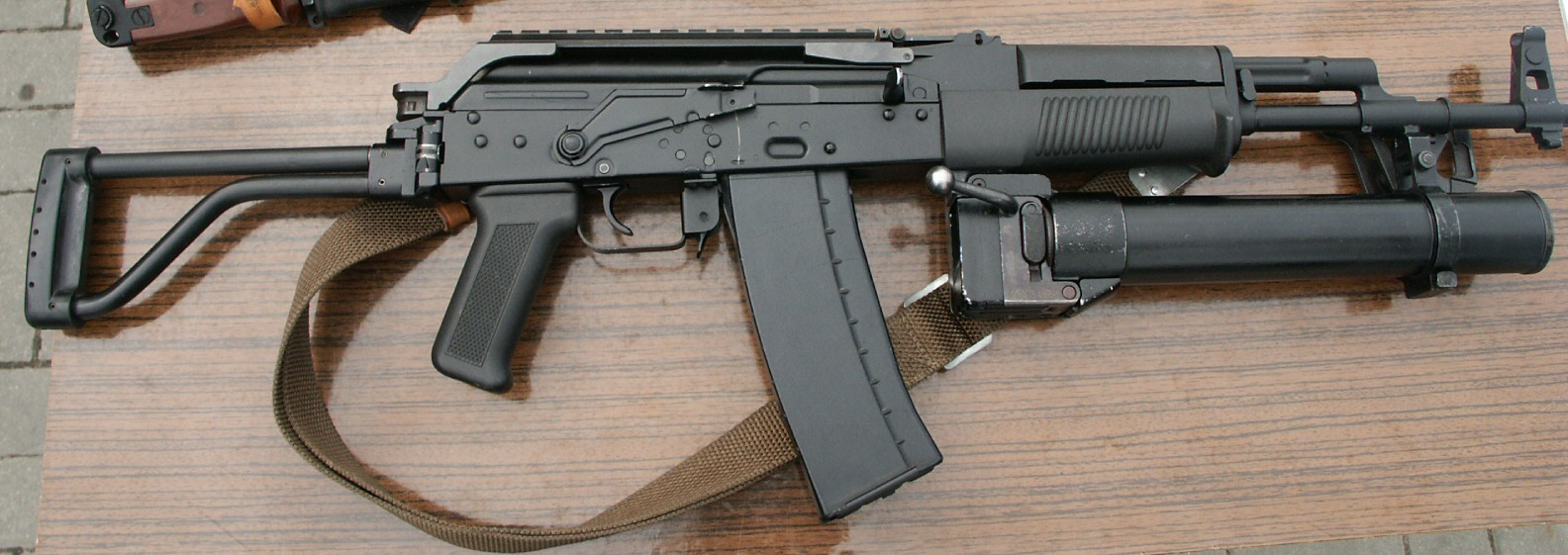
一枝裝有Wz. 1974「鈀」式槍掛榴彈發射器的「鈹」式步槍。

「鈹」式步槍的設計佈局和操作的系統類似於Wz. 1988「鉭」式步槍，而主要的差異，主要是由於使用不同的彈種所造成，包括以下多個部分：槍管、機匣外殼、槍托、前護木、槍口裝置、瞄準系統和彈匣。當使用適配器以後，它還可以使用M16北約制式的彈匣。
長度為457毫米的槍管，具有六條右旋膛線和228毫米（1：9）的膛線纏距，可讓該槍管槍管在最佳性能以下發射M193和SS109兩種步槍彈藥，也就是說是在兩彈之間的一個比較好的妥協。槍管的外部輪廓（從後膛到準星基座）鉭式步槍的步槍相同，但是從準星基座開始朝向槍口末端部的該段長度之中有著減小了直径的可見式錐形輪廓，用於安裝消焰器。
其消焰器可用於安裝及發射22毫米槍榴彈。該消焰器前方略帶錐形的部份具有支撐刺刀的作用，而一點點進而向後方則是成對排列的六面排氣孔。這些排氣孔對稱地佈置在消焰器的圓周，提高在武器持續射擊時的穩定性。在消焰器的內部近槍口位置崁入了螺紋，用以安裝旋轉轉入式空包彈助退器附件。消焰器位於長度中間具有切口與環狀固定弹簧，用來把槍榴彈固定在槍管以上。
其機匣外殼裝有比Wz. 1988鉭式步槍的機匣更為多處的修改。它使用了用以適配於新型槍托的增強型後槍托樞軸和安裝在頂部用以安裝光学瞄準鏡的MIL-STD-1913戰術導軌的POPC瞄準具導軌座（其實還有波蘭自製瞄準具的專用接口導軌和韋弗式導軌兩種版本）。
向右側折疊型管狀金屬槍托塗覆有一種熱敏聚合物收縮薄膜。而且這槍托還在抵肩金屬底板以上覆蓋有橡膠製緩衝墊。最近的型號都配備了可折疊式槍托（參見在頁面右側的Wz. 2004「鈹」式步槍的圖片）。
標準型下護木具有成角度的肋狀花紋旨在增強受支撐手的手握感。在護木的後方設有兩個模制缺口，使槍管之下可以安裝Wz. 1974「鈀」式槍掛榴彈發射器（早期版本的Wz. 96年沒有這些缺口，而需要利用帶橫向凹槽的護木裝上）。一些「鈹」式步槍的護木配備了短皮卡汀尼導軌和整體式垂直前握把。
「鈹」式步槍的瞄準系統與鉭式步槍以上使用的設置非常類似，只是後者的瞄準具導軌是與AK相似的機匣左側華沙條約導軌，而前者則是在照門座的兩側加上兩條切口用於固定上述的POPC瞄準具導軌座以安裝以下光學瞄準具：PCS-6被動式夜視瞄準鏡、CK-3反射光學準直式瞄準鏡（紅點瞄準鏡）、LKA-4望遠式光学瞄准镜和CWL-1內置激光測距儀式光學瞄準鏡。
武器的獨特彈匣由塑料模塑製成，而該彈匣不可與Wz. 1988鉭式步槍的彈匣互換使用。
「鈹」式步槍發射5.56×45毫米北約口徑步枪彈藥，當中包括鋼芯式標準彈、曳光彈和訓練型塊狀彈，這些彈種都是由斯卡日斯科-卡緬納鎮Zakłady Metalowe Mesko工廠生產。
隨步槍標準配置包括：三個備用彈匣、四條15發彈夾條、彈夾條聯結器、刺刀、清潔套件、潤滑油瓶、清潔棒（兩件式，存放在清潔套件小袋）、槍背帶、彈匣袋和兩腳架。該步槍還配備了接口系統以安裝光學瞄準鏡和空包彈助退器。
「鈹」式步槍的卡賓槍衍生型是Kbk wz. 1996「迷你鈹式」。

## 衍生型
- Kbs wz. 1996A「鈹式」 （页面存档备份，存于）（1996年）—「鈹」式的標準版本，波蘭軍隊採用最多的生產版本，一些例子 （页面存档备份，存于）當中配備了POPC I導軌，可用以安裝波蘭製瞄準具（CWL-1、CK-3、LKA-4、PCS-6），但大多數安裝的是POPC III型導軌 （页面存档备份，存于）。在伊拉克，一些「鈹」式步槍還進行了修改，並裝上了AIM PM md. 63的木製前握把 （页面存档备份，存于）。
- Kbs wz. 1996B「鈹式」 （页面存档备份，存于）（2004年）—同標準版本，但護木上具有固定型前握把和導軌。另外，“B”型得到了新型導軌，POPC II型（短）和POPC III型（長），兩者均對應皮卡汀尼標準（但是，亦有一些“B”型「鈹」式步槍 （页面存档备份，存于）使用的是POPC I型導軌）。
- Kbs wz. 1996C「鈹式」 （页面存档备份，存于）（2009年）—改進型版本，具有新型槍托（為固定及伸縮型）、新型導軌（POPC IV型）、新型護木、新彈匣和新型可裝拆式前握把。
- Kbs wz. 1996D「鈹式」（2013—2014年）—改進型版本，具有與“C”型相同、但是可折疊的槍托、STANAG彈匣、導軌覆蓋保護貼，可折疊式機械瞄具。波蘭武裝部隊拒絕購買該衍生型，但是，也有在“C”型衍生型的訂單。
- Kbk wz. 1996「迷你鈹式」—鈹式步槍的卡賓槍衍生型。

## 使用國
- 阿富汗：由波蘭捐贈不明數量的步槍。
- 立陶宛：2000年5月由波蘭捐贈的約80枝Wz. 1996A「鈹」式步槍（其中包括10枝裝上Wz. 1974「鈀」式附加型榴彈發射器的步槍和10枝內建激光測距儀的CWL-1瞄準鏡的步槍）被特種部隊和偵察單位所使用。[3]
- 奈及利亞：2014年，1,000枝「鈹」式M762（Wz. 1996C型的7.62×39毫米苏联口徑步枪子彈）被運往尼日利亞武裝部隊；2015年時追加500枝。[4]Fabryka Broni Łucznik（英语：FB "Łucznik" Radom）期待在接下來的幾年提出一張提供超過6,000枝步槍的合同，但應當令尼日利亞陸軍決定全面採用該武器。[5]
- 波蘭：大約75,000枝（追加訂購5,498枝Wz. 1996C），包括所有的衍生型（Wz. 1996A、Wz. 1996B、Wz. 1996C）和Kbk wz. 1996「迷你鈹式」卡賓槍。[6]

## 資料來源
1. ↑  Michał Sitarski, MSBS-5,56 in: Nowa Technika Wojskowa 7/2011, p.32 (in Polish)
2. ↑  （波兰語）—Remigiusz Wilk (REMOV), G36K/KV dla Litwy in: Raport WTO Nr.12/2007, p. 62
3. ↑  . altair.com.pl.   [2016-02-15]. （原始内容存档于2020-10-11）.
4. ↑  .   [2016-02-15]. （原始内容存档于2020-11-11）.
5. ↑  .   [2016-02-15]. （原始内容存档于2021-02-25）.
6. ↑  . altair.com.pl.   [2016-02-15]. （原始内容存档于2020-11-11）.

## 外部連結
- （英文）—Fabryka Broni "Łucznik" Radom home page （页面存档备份，存于）
- （英文）—Modern Firearms—Wz.96 Beryl and Mini-Beryl assault rifle （页面存档备份，存于）
- （英文）—The Firearm Blog.com—Polish Army Orders 26,000 Beryls & Mini Beryls （页面存档备份，存于）
- （简体中文）—D boy Gun World（槍炮世界）—Beryl系列步枪 （页面存档备份，存于）